# Tipula (Yamatotipula) aprilina
Tipula (Yamatotipula) aprilina is een tweevleugelige uit de familie langpootmuggen (Tipulidae). De soort komt voor in het Nearctisch gebied.